# Jean-René Chauvin
Jean-René Chauvin, född 16 juni 1918 i Saint-Amand-Montrond i Cher, död 27 februari 2011 i Paris, var en fransk trotskist.

## Biografi
Jean-René Chauvin gick 1935 med i Jeunesses socialistes. Året därpå grundade han den första trotskistiska gruppen i Bordeaux. När andra världskriget utbröt 1939 gick Chauvin under jorden, men han kunde ändå vara aktiv inom Parti ouvrier internationaliste. I februari 1943 greps han av fransk polis och internerades i Fresnes. Därefter utlämnades Chauvin till Gestapo och blev torterad. Chauvin deporterades till Mauthausen, sedan till Auschwitz och därefter till Buchenwald, varifrån han rymde och kunde återvända till Frankrike.
Efter andra världskriget var Chauvin aktiv i flera partikonstellationer, bland andra Parti communiste internationaliste, Centre d'action des gauches indépendantes och Ligue communiste révolutionnaire.